# Stephanie Meiser
Stephanie Meiser (* 30. Dezember 1971) ist eine deutsche Politikerin (SPD). Seit 2022 ist sie Abgeordnete im Landtag des Saarlandes.
Stephanie Meiser ist Mitglied im Stadtrat von Völklingen.
Bei der Landtagswahl im Saarland 2022 erhielt sie im Wahlkreis Saarbrücken ein Abgeordnetenmandat im Landtag des Saarlandes.